# Delonix velutina
Delonix velutina är en ärtväxtart som beskrevs av René Paul Raymond Capuron. Delonix velutina ingår i släktet Delonix, och familjen ärtväxter. Inga underarter finns listade i Catalogue of Life.